# ジアンプロミド
ジアムプロミド（英：Diampromide）はアムプロマイド系のオピオイド鎮痛薬で、プロピラムやフェナムプロミドなどの他の薬物と関連している。1960年代に American Cyanamid により発明され、フェンタニルの開環類縁体と言うことができる。
ジアンプロミドは、鎮痛、鎮静、めまい、吐き気など、他のオピオイドと同様の作用を示し、モルヒネとほぼ同じ効力である。
ジアムプロミドは、アメリカの1970年規制物質法のスケジュールI薬物にACSCN 9615として指定されている麻薬であり、2014年の製造総量割当はゼロである。麻薬に関する単一条約に記載されており、ほとんどの国でモルヒネと同様に管理されている。